# Ross Ewington
Ross Allan Ewington (ur. 16 października 1947 w Hawera, zm. 31 marca 2016) – nowozelandzki narciarz alpejski, olimpijczyk.
Na zimowych igrzyskach olimpijskich w Sapporo w zjeździe zajął 49. pozycję, slalomu i slalomu giganta zaś nie ukończył.